# Янко Константинов
Янко Константинов (на македонска литературна норма: Јанко Константинов) е архитект и художник от Република Македония, известен с бруталистичния си стил.

## Биография
Роден е в 1926 година в град Битоля. В 1952 година завършва Архитектурния факултет на Висшето техническо училище в Белград и започва работа в проектантското предприятие в Народна република Македония „Проектант“. В 1954 година заминава на едногодишна специализация в Копенхаген, където същевременно и работи. От 1955 година работи в различни архитектурни бюра в Стокхолм. В лятото на 1957 година е в Ювескула, Финландия, където работи заедно с легендарния финландски архитект Алвар Аалто. От 1958 до 1964 година е в Лос Анджелис, където прави проекти за търговски центрове, училища, административни обекти и жилищни сгади.
В 1964 година, след земетресението в Скопие от предходната година, се завръща в Социалистическа република Македония и помага в изграждането на новия облик на града, като е ангажиран в работата в централния район. От 1966 до 1991 година работи в Института за изследване и проектиране „Бетон“ в Скопие.
Най-известната му сграда е Централната поща в Скопие. Автор е на Сеизмологичната станция във Валандово (1965), Педагогическата гимназия „Никола Карев“ в Скопие (1969), Протестантската църква в Скопие, Средното медицинско училище (1973), Телекомуникационният център за ПТТ в Скопие (1974) и хотелът „Александър Палас“ в Скопие (1998). Автор е и много частни къщи. В църковната архитектура Константинов е автор на проектите за църква в Кавадарци (1992), православната катедрала „Успение Богородично“ в Струмица (1993), „Събор на македонските светители“ в Битоля (1993) и църква в Прилеп (1997).
Освен архитект Янко Константинов е и художник живописец. Дарява 108 от акварелните си картини на Битолския музей. Константинов е автор и на стенописи и икони за битолската църква „Света Богородица“.
Носител е на Борбен плакет (1970 и 1975), „11 октомври“ (1975), „Андрей Дамянов“ (1994) и Голямата награда за архитектура на Съюза на архитектите на Македония за хотела „Александър Палас“ (1998).
Умира в 2010 година.